# Yokosuka K5Y
Йокосука K5Y — двухместный тренировочный биплан. Спроектирован фирмой Йокосука.
Вариант самолёта с колёсным шасси получил обозначение К5Y1, его шасси было неубираемым, а модификация с поплавками — гидросамолёт К5Y2.
Первый опытный самолёт был облётан в декабре 1933 года. Вскоре после короткой программы испытаний его приняли на вооружение флота и уже в январе 1934 года был запущен в серию под обозначением «переходный тренировочный самолёт морской тип 93». Он стал самым массовым японским тренировочным самолётом.
Всего было выпущено 5770 самолётов К5Y, в том числе 872 поплавковых К5Y2.

## Тактико-технические характеристики (К5Y1)
Характеристики модификации К5Y2 даны в скобках.

### Технические характеристики
- Экипаж: 2 человека
- Длина: 8,05 (8,78) м
- Размах крыла: 11 м
- Высота: 3,2 (3,68) м
- Площадь крыла: 27,7 м²
- Масса пустого: 1000 (1150) кг
- Максимальная взлетная масса: 1500 (1650) кг
- Двигатели: 1× 9-цилиндровый воздушного охлаждения Хитачи Амаказе-11 мощностью 340 л.с. и 300 л.с. (225 кВт) у земли

### Лётные характеристики
- Максимальная скорость: 212 (200) км/ч у земли
- Крейсерская скорость: 140 км/ч на высоте 1000 м
- Практическая дальность: 1020 (700) км
- Практический потолок: 5700 (4330) м
- Скороподъёмность: 3,7 м/с
- Время набора высоты: 3000 м за 13,55 (19,6) мин

### Вооружение
- 1× 7,7 мм синхронный пулемёт «тип 89»
- 1× 7,7 мм пулемёт «тип 92» на турели в задней кабине
- 2× 30 кг или 10×10 кг бомб

## Ссылка
- https://web.archive.org/web/20080612230759/http://www.fido.sakhalin.ru/timurk/jap/jp_k5y.html